# Papua-Neuguinea-Erdbeben 2023
Das Papua-Neuguinea-Erdbeben 2023 der Stärke 7,1 ereignete sich am 3. April 2023, 38,3 km südöstlich von Ambunti in der Provinz East Sepik, Papua-Neuguinea.

## Tektonik
Die Insel Neuguinea liegt in einer komplexen Kollisionszone zwischen der australischen und pazifischen Platte.

## Erdbeben
Das Erdbeben mit einer Magnitude von 7,0–7,2 ereignete sich in Papua-Neuguinea. Es wurde in mehreren nahegelegenen Städten mit einer Gesamtbevölkerung von 1,12 Millionen Menschen gespürt. Leichte Erschütterungen wurden auch in Indonesien registriert.

## Schäden
Das Erdbeben führte zu schweren Schäden in der Provinz East Sepik, alle sechs Bezirke waren betroffen. Über 300 Häuser, darunter sieben in Ambunti, brachen zusammen und es wurden Schäden in 23 Dörfern registriert. Sieben Menschen kamen ums Leben und 17 wurden verletzt, darunter zwei Todesfälle in Angoram und Wewak. Im Dorf Korogu brachen drei Häuser zusammen und es gab Erdrutsche in den betroffenen Gebieten. Risse im Chambri-See wurden ebenfalls gemeldet. In Karawari wurden 178 Häuser zerstört und in Karambit drei. Mindestens zwei Personen wurden verletzt.